# Once Upon a Dream (Lana Del Rey)
Once Upon a Dream è un singolo promozionale della cantante statunitense Lana Del Rey, pubblicato il 26 gennaio 2014 ed estratto dalla colonna sonora del film Maleficent.

## Pubblicazione
Il brano è stato pubblicato esclusivamente su Google Play come download digitale gratuito il 26 gennaio 2014. Il successivo 4 febbraio è stato reso disponibile per l'acquisto su tutte le altre piattaforme digitali.

## Descrizione
Il brano è una cover della colonna sonora del film Disney del 1959 La bella addormentata nel bosco, scritta da Jack Lawrence e Sammy Fain. Lana Del Rey ne propone una versione orchestrale prodotta da Dan Heath, descritta come «tetra e sinistra» da Complex e come «un'inquietante ninna nanna» dalla rivista Spin.

## Tracce
Testi e musiche di Jack Lawrence e Sammy Fain.
1. Once Upon a Dream – 3:23

## Classifiche
| Classifica (2014) | Posizione massima |
| ----------------- | ----------------- |
| Australia         | 96                |
| Francia           | 122               |
| Irlanda           | 71                |
| Regno Unito       | 60                |
| Stati Uniti       | 105               |